# لو غوسييه
لو غوسييه (بالفرنسية: Le Gosier)‏ هي بلدية فرنسية يسكنها 26739 نسمة (حسب إحصاء 1 يناير 2011)، وهي تقع في إقليم جوادلوب.